# Kayden Pierre
Kayden Leighton Hugh Pierre (Rochester Hills, 16 febbraio 2003) è un calciatore statunitense, difensore del Genk.

## Carriera

### Club
Pierre è cresciuto nel settore giovanile dello Sporting K.C., che lo ha prelevato nel 2018 dal Vardar SC. Il 28 agosto 2020 ha firmato un contratto con lo Sporting K.C. II ed il 22 settembre ha debuttato nell'incontro di USL Championship perso 4-0 contro l'Austin Bold.
Il 4 maggio 2021 ha firmato il suo primo contratto professionistico con la prima squadra. Ha debuttato l'11 agosto seguente nell'incontro di Leagues Cup perso 6-1 contro il León. Un mese esatto più tardi ha segnato il suo primo gol in carriera con la seconda squadra nell'incontro pareggiato 1-1 contro il FC Tulsa.
Il 13 marzo 2022 ha debuttato in MLS contro il Colorado Rapids.

### Nazionale
Ha giocato nella nazionale statunitense Under-20.

## Statistiche

### Presenze e reti nei club
Statistiche aggiornate al 5 luglio 2024.
| Stagione        | Squadra          | Campionato      | Campionato | Campionato | Coppe nazionali | Coppe nazionali | Coppe nazionali | Coppe continentali | Coppe continentali | Coppe continentali | Altre coppe | Altre coppe | Altre coppe | Totale | Totale | Totale |
| Stagione        | Squadra          | Comp            | Pres       | Reti       | Comp            | Pres            | Reti            | Comp               | Pres               | Reti               | Comp        | Pres        | Reti        | Pres   | Reti   |        |
| --------------- | ---------------- | --------------- | ---------- | ---------- | --------------- | --------------- | --------------- | ------------------ | ------------------ | ------------------ | ----------- | ----------- | ----------- | ------ | ------ | ------ |
| 2020            | Sporting K.C. II | USL             | 3          | 0          |                 | -               | -               |                    | -                  | -                  |             | -           | -           | 3      | 0      |        |
| 2021            | Sporting K.C. II | USL             | 28         | 1          |                 | -               | -               |                    | -                  | -                  |             | -           | -           | 28     | 1      |        |
| 2022            | Sporting K.C. II | MNP             | 6          | 0          |                 | -               | -               |                    | -                  | -                  |             | -           | -           | 6      | 0      |        |
| 2023            | Sporting K.C. II | MNP             | 3          | 0          |                 | -               | -               |                    | -                  | -                  |             | -           | -           | 3      | 0      |        |
| 2024            | Sporting K.C. II | MNP             | 2          | 0          |                 | -               | -               |                    | -                  | -                  |             | -           | -           | 2      | 0      |        |
| 2021            | Sporting K.C.    | MLS             | 0          | 0          |                 | -               | -               |                    | -                  | -                  | LC          | 1           | 0           | 1      | 0      |        |
| 2022            | Sporting K.C.    | MLS             | 19         | 0          | USCup           | 3               | 0               |                    | -                  | -                  |             | -           | -           | 22     | 0      |        |
| 2023            | Sporting K.C.    | MLS             | 1          | 0          | USCup           | 0               | 0               |                    | -                  | -                  | LC          | 1           | 0           | 2      | 0      |        |
| 2024            | Sporting K.C.    | MLS             | 5          | 0          | USCup           | 1               | 0               |                    | -                  | -                  | LC          | 0           | 0           | 6      | 0      |        |
| Totale carriera | Totale carriera  | Totale carriera | 67         | 1          |                 | 4               | 0               |                    | -                  | -                  |             | 2           | 0           | 73     | 1      |        |